# Horst Falke (Sänger)

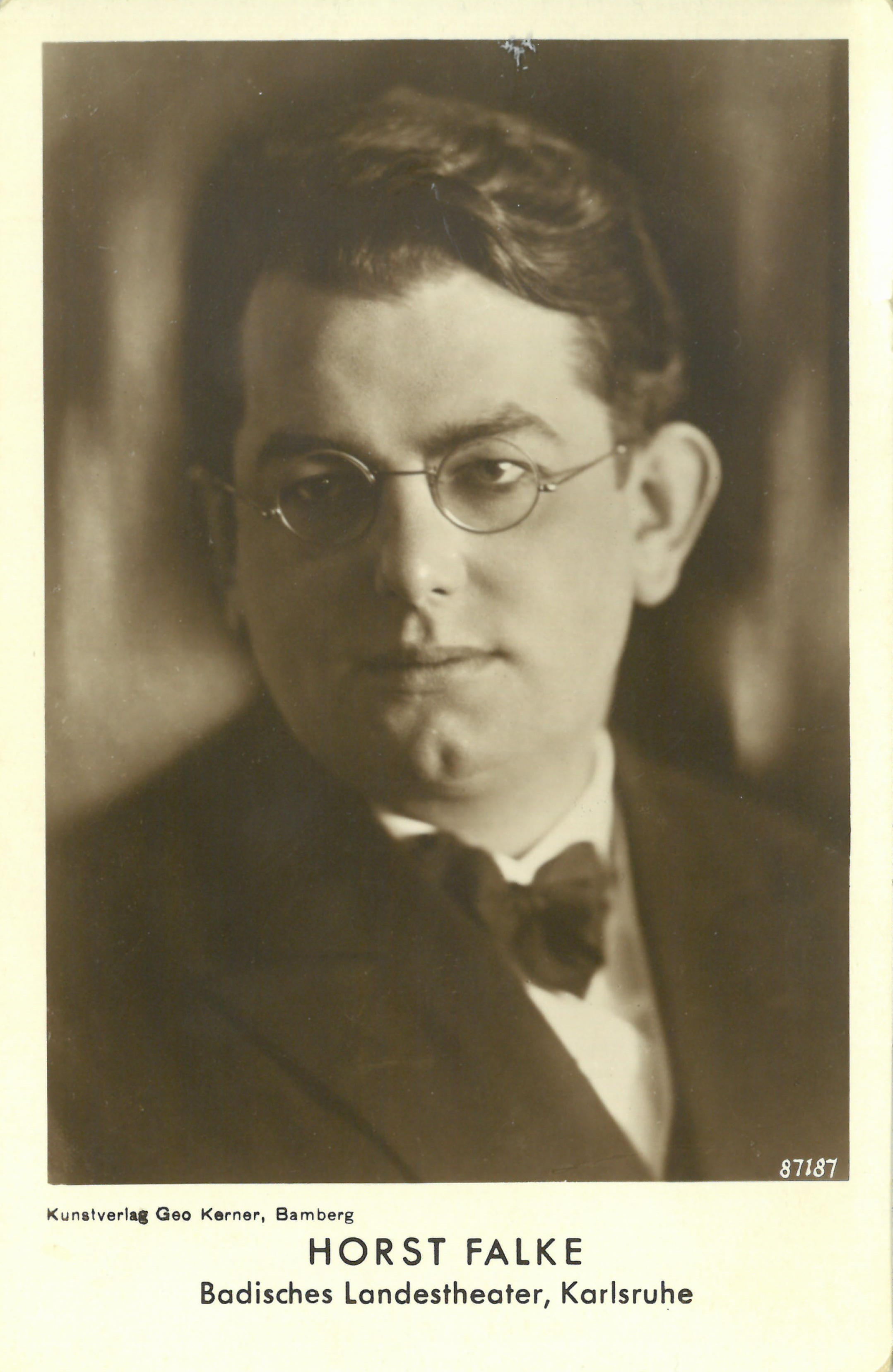
Horst Falke 1931

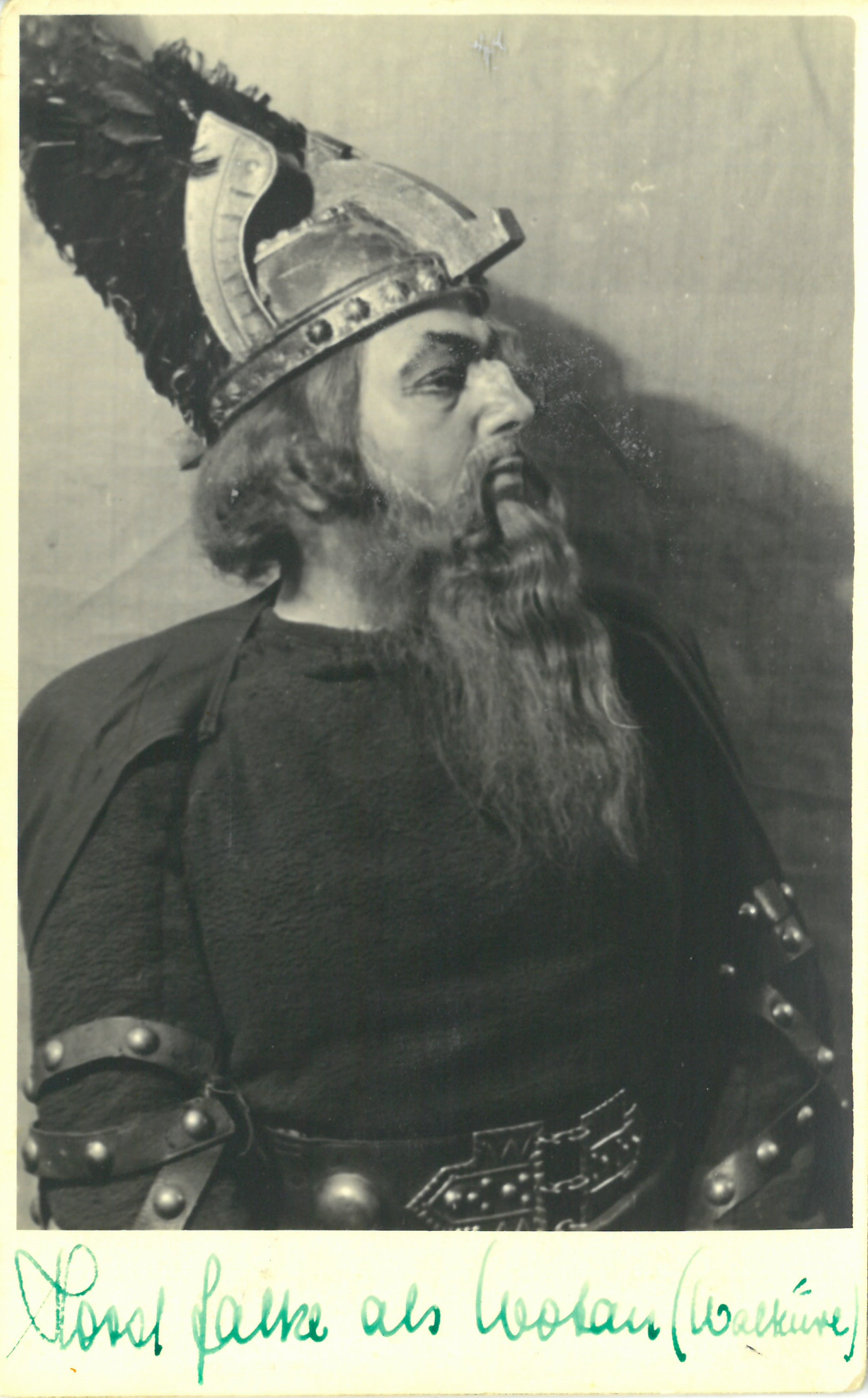
Horst Falke als Wotan in Richard Wagners "Der Ring des Nibelungen" in Reichenberg 1943

Horst Falke (Geburtsname: Horst Faulwasser, * 8. September 1905 in Dresden; † 11. Oktober 1955 in Chemnitz) war ein deutscher Opernsänger (Bariton).

## Leben und Wirken
Nach dem Schulbesuch wurde er von Irene von Chavanne und Rudolf Gmeiner ausgebildet. Ab 1926 war er Sänger an der Staatsoper in Dresden; er wechselte 1931 nach Karlsruhe und kehrte 1932 nach Dresden zurück. 1935 wechselte er an das Opernhaus nach Leipzig und 1940 an das Stadttheater nach Reichenberg im Reichsgau Sudetenland. Nach dem Zweiten Weltkrieg war er von 1946 bis 1949 am Stadttheater Chemnitz engagiert.
Horst Falke war mit der Konzertpianistin Eva Faulwasser, geb. Fröhner (4. November 1905 – 13. Februar 1945) verheiratet, Tochter des Veterinärmediziners Eugen Fröhner. Beide hatten vier Kinder: Wolfgang, Peter, Eugen und Sigrid. Eva Faulwasser kam mit ihren Söhnen Wolfgang und Peter beim Bombenangriff auf Dresden am 13. Februar 1945 ums Leben.
Horst Falke starb 1955 am Schlaganfall.